# Cornélio Procópio Airport
Cornélio Procópio Airport är en flygplats i Brasilien.   Den ligger i kommunen Cornélio Procópio och delstaten Paraná, i den södra delen av landet, 900 km söder om huvudstaden Brasília. Cornélio Procópio Airport ligger 556 meter över havet.
Terrängen runt Cornélio Procópio Airport är huvudsakligen platt, men åt sydväst är den kuperad. Närmaste större samhälle är Cornélio Procópio, 5,5 km sydväst om Cornélio Procópio Airport.
Omgivningarna runt Cornélio Procópio Airport är en mosaik av jordbruksmark och naturlig växtlighet. Runt Cornélio Procópio Airport är det ganska tätbefolkat, med 83 invånare per kvadratkilometer.